# أوتو سيرخو
أوتو سيرخو (بالإسبانية: Otto Sirgo)‏ وإسمه الكامل أوتو سيرخو هالير (بالإسبانية: Otto Sirgo Haller)‏ وهو ممثل و مخرج كوبي ولد في يوم 19 ديسمبر 1946 في مدينة هافانا عاصمة كوبا، مثل في عدة مسلسلات و مسرحيات مكسيكية، أشهرها مسلسل صغيرتي الغالية وألذي مثل فيه دور أوكتافيو أوريارتي.

## الأعمال
- صغيرتي الغالية
- ثلاث مرات أنا

## روابط خارجية
- أوتو سيرخو على موقع IMDb (الإنجليزية)
- أوتو سيرخو على موقع أول موفي (الإنجليزية)
- أوتو سيرخو على موقع قاعدة بيانات الفيلم (الإنجليزية)
- أوتو سيرخو على موقع كينوبويسك (الروسية)